# World Junior Heavyweight Championship (National Wrestling Association)
El World Junior Heavyweight Championship fue un Campeonato Mundial de lucha libre perteneciente a la National Wrestling Association (NWA), una rama de la National Boxing Association (NBA). Fue impugnada para luchadores que se encontraban en un peso de entre 175 libras (79 kg) y 190 libras (86 kg). El título existió desde 1936 hasta 1949, cuando se unificó con el Campeonato Mundial de la versión de la National Wrestling Alliance. Leroy McGuirk fue el campeón cuando se unificó el título, pero más tarde fue obligado a abandonar el título el 7 de febrero de 1950, al quedar ciego en un accidente automovilístico.

## Lista de campeones
| Luchador        | N.º | Fecha                   | Días | Show o evento          | Notas                                                                                                  |
| --------------- | --- | ----------------------- | ---- | ---------------------- | --- |
| Albion Britt    | 1   | 20 de abril de 1936     | 245  | Hollywood, Los Ángeles | Ver listaDerrotó a Ted Christy en la final de un torneo para convertirse en el primer campeón.         |
| Chick Dude      | 1   | 21 de diciembre de 1936 | 623  | Hollywood, Los Ángeles | |
| Bob Kenaston    | 1   | 5 de septiembre de 1938 | 231  | Hollywood, Los Ángeles | |
| John Swenski    | 1   | 24 de abril de 1939     | 134  | Tulsa, Oklahoma        | |
| Leroy McGuirk   | 1   | 19 de junio de 1939     |      | Hollywood, Los Ángeles | |
| Título retirado |     | 28 de noviembre de 1949 |      | Des Moines, Iowa       | Ver listaUnificado con el NWA World Junior Heavyweight Championship de la National Wrestling Alliance. |